# Michel Alliot
Pour les articles homonymes, voir Alliot.
Michel Alliot, né le 20 juillet 1924 à Blois et mort le 8 février 2014 dans le 7e arrondissement de Paris,, est un juriste français.
Il est spécialiste de l'anthropologie du droit, son objet d'étude privilégié étant situé en Afrique.

## Biographie
Pendant la Seconde Guerre mondiale, il dirige le réseau Orion avec Jean-Baptiste Biaggi, Robert Le Balle, et Xavier Escartin. Ce réseau se consacre en priorité aux évasions de Français par l'Espagne à partir de 1943. Serge Marcheret infiltre le réseau. Le 13 décembre 1943, les dirigeants sont arrêtés sauf Le Balle.
Engagé dans la Résistance comme chef de réseau au BCRA, il obtient en 1953 un doctorat en droit et l'agrégation. Professeur à la faculté de droit de Caen (1953), il travaille ensuite à l'émergence d'universités dans les territoires d'outre-mer, comme professeur à l'université de Dakar en 1957 et entre 1961 et 1963, conseiller technique au cabinet de Bernard Cornut-Gentille, ministre de la France d'Outre-Mer, en 1958, et directeur de l'enseignement supérieur l'année suivante, quand il fonde l'université et les grandes écoles de Madagascar.
Il revient ensuite à Paris, comme professeur de droit (1963-1970), et retrouve les ministères en devenant directeur de cabinet du ministre de l’Éducation nationale, Edgar Faure, où il travaille avec Michèle Marie, qui l'épouse en 1971 et prend le nom de Michèle Alliot-Marie. Ils divorceront en 1984. À ce poste, il influence la Loi d’orientation de l’enseignement supérieur.
Devenu professeur à l'université Paris 1 Panthéon Sorbonne, où il crée le Laboratoire d'anthropologie juridique de Paris (LAJP). Il fonde avec François Bruhat, Robert Mallet, Jean Bernard et Antoine Culioli l'université Paris VII et la préside pendant ses cinq premières années d'existence, à partir de 1971. Puis, durant douze ans, l'institut de psychosomatique de Paris (IPSO).
Il est nommé en 1988 recteur de l'Académie de Versailles pour trois ans, puis devient professeur émérite à l’université Paris-I.

## Distinctions
- Commandeur de la Légion d'honneur et de l'ordre national du Mérite
- Croix de guerre 1939-1945
- Médaille de la Résistance
- Commandeur des Palmes académiques
- Commandeur de l'Ordre national malgache
- Grand officier de l'ordre national du Lion (Sénégal)

Un prix Michel-Alliot a été créé pour récompenser des ouvrages concernant le droit en Afrique.

## Ouvrages
- Cahiers d'Anthropologie du droit, Hors Série : Juridicités : Approche du droit au Laboratoire d'Anthropologie Juridique de Paris, avec Étienne Le Roy, Francis Snyder et Pierre Boilley, Paris, éd. Karthala, 2006.  (ISBN 9782845867505)
- Le droit et le service public au miroir de l'anthropologie, Paris, éd. Karthala, 2003.  (ISBN 9782845864030)
- « Sur les origines de Paris 7 », in Transmettre les passés, nazisme, Vichy, conflits coloniaux, les responsabilités de l'Université - Actes du colloque organisé à Paris 7 les 28 et 29 octobre 2000, coordination Marie-Claire Hoock-Demarle et Claude Liauzu, Syllepse, Paris, 2001.
- Nomos, numéro 1, Cahiers d'ethnologie et de sociologie juridiques, avec Jean Poirier, Cujas, février 1974.  (ISBN 9782254749171)
- « Madagascar », in Introduction bibliographique à l'histoire du droit et à l'ethnologie juridique, sous la direction de John Gilissen, Bruxelles, Éditions de l'Institut de sociologie, Université libre de Bruxelles, 1967.
- Cours d'institutions privées africaines et malgaches [Licence 4e année, 1963-1964], Paris, Les Cours de droit, 1964.
- Histoire des institutions et des faits sociaux, 1re année, Rousseau, Toulouse, impr. F Boisseau, 1959.
- Un passeur entre les mondes : le livre des anthropologues du droit et ami du recteur Michel Alliot, Paris, Publications de la Sorbonne, 2000,  (ISBN 2859443959)